# 荒川れん子
荒川 れん子（あらかわ れんこ、本名：荒川 練子、1970年2月26日 - ）は、ソニー・ミュージックアーティスツ所属のフリーアナウンサーである。

## 略歴
北海道中川郡美深町に生まれ、血液型はO型で、昭和女子大学を卒業する。1994年から2年間は富山テレビで、1996年から2年間はテレビ北海道でそれぞれアナウンサーを務めた後にテレビやラジオで活動し、2005年9月末でJFN系「RADIO JAPAN」への出演を終え、現在はハワイ州モロカイ島へ居住してソニー・マガジンズ発行の定期刊行誌「アロハエクスプレス」へ寄稿や関連ブログを更新している。

## 出演

### テレビ
- TXNニュースワイド 夕方いちばん（テレビ北海道、キャスター）
- おはようCANDY（テレビ北海道、キャスター）
- はーい朝刊（日本テレビ、キャスター）
- ハワイ新発見〜楽園の島々をたずねて〜（BS11、リポーター）2015年4月9日放送
- BBTニュースフラッシュ

### ラジオ
- EVENING JAPAN（JFN系列、パーソナリティ）
- あなたへモーニングコール（TBSラジオ、パーソナリティ）
- RADIO JAPAN（JFN）
- トキちゃんの今日もいい朝!（ニッポン放送、アシスタント）
- RADIO-i ALOHA VIBES （2010年1月16日 - 2010年9月、RADIO-i） - 土曜11:00〜13:00、パーソナリティ[1]